# Георгій Закарашвілі
Георгій Закарашвілі — грузинський дипломат. Надзвичайний і Повноважний Посол Грузії в Україні (з 2021) та Постійний Представник Грузії при організації за демократію та економічний розвиток ГУАМ.

## Життєпис
У різний час Закарашвілі працював у Держбюро у справах СНД та мирного Кавказу. Він також працював у мерії Тбілісі.
У 2004 року на дипломатичній службі в МЗС Грузії.
У 2007—2011 рр. — старший радник Департаменту глобальних відносин МЗС Грузії.
У 2011—2012 рр. — Георгій Закарашвілі був керівником відділу центральноазіатських відносин МЗС Грузії.
У 2012—2016 рр. — Надзвичайний і повноважний радник-посланник Посольства Республіки Грузії в Україні.
У 2016—2019 рр. — Надзвичайний і Повноважний Посол Відділу інтересів Грузії в Посольстві Швейцарської Конфедерації в Росії.
У 2019—2021 рр. — директор політичного департаменту МЗС Грузії.
З 1 жовтня 2021 року — Надзвичайний і Повноважний Посол Грузії в Україні.
4 жовтня 2021 року — вручив копії вірчих грамот заступнику міністра закордонних справ України Василю Боднару.
9 грудня 2021 року — вручив вірчі грамоти Президенту України Володимиру Зеленському.